# برج شركة الكهرباء
برج شركة الكهرباء (بالعبرية: מגדל חברת החשמל) هو برج مكاتب يضم أقسام الإدارة والمقر الرئيسي لشركة الكهرباء الإسرائيلية، ويقع عند المدخل الجنوبي لحيفا، بالقرب من طيرة الكرمل وشرق منطقة "بارك ماتام" الصناعية. يضم المبنى حوالي 2,200 من موظفي الشركة. يحتوي المبنى على مكاتب وقاعات اجتماعات وغرف طعام. المبنى من تصميم المكاتب المعمارية "روزوف هيرش" و"مانسفيلد كيهات". بدأ تشييد المبنى في عام 2000، وبدأ الخدمة في عام 2003.
تتشكّل قاعدة المبنى من ثلاثة طوابق واسعة ويعلوها البرج بارتفاع 130 مترًا. يُعتبر ثاني أطول مبنى في حيفا بعد برج الشراع.